# عملة السبائك

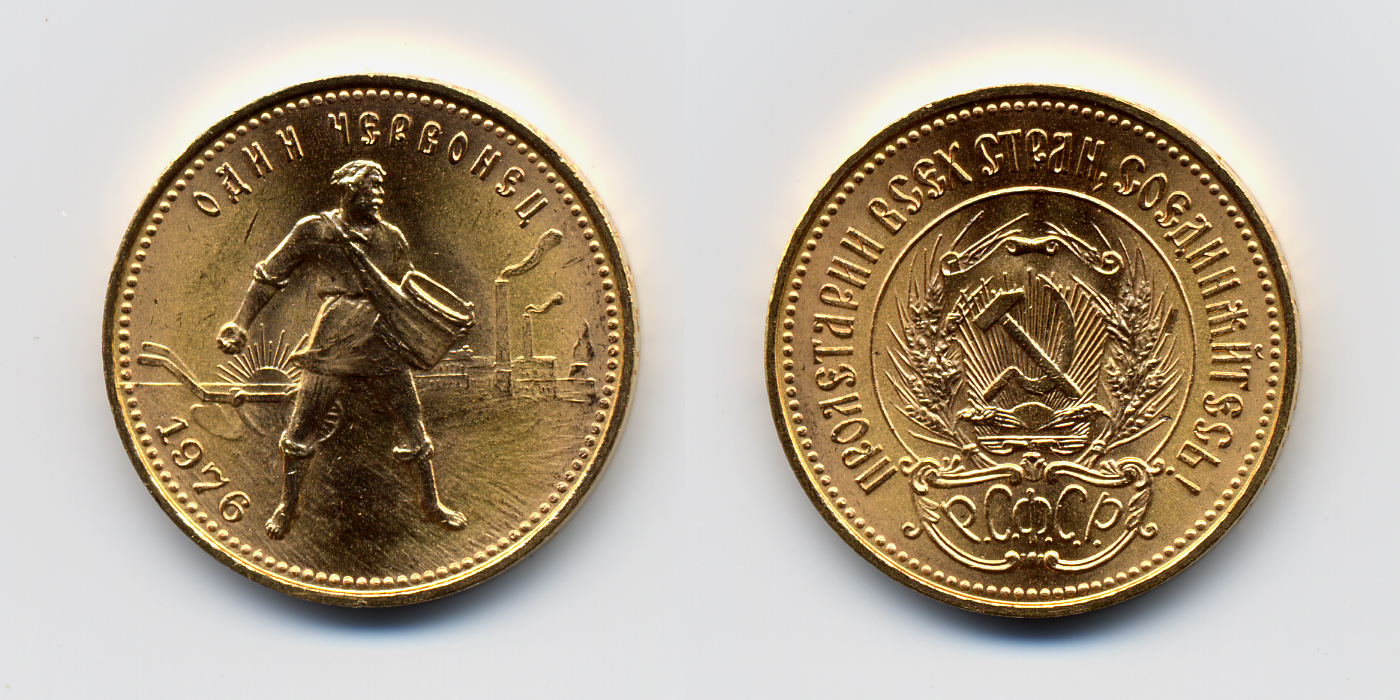

عملات السبائك هي عملات معدنية مصنوعة من فلزات نفيسة مثل الذهب أو الفضة أو البلاتين أو البالاديوم، والتي تسك بغرض الادخار وليس لغرض التعامل المالية اليومية. غالباً ما يطلق على تلك العملة النفيسة اسماُ مختلفاً عن اسم العملة المتداولة.
على سبيل المثال تسكّ بعض الدول لعملاتها قطعاً نقدية من السبائك النفيسة من بينها النقود الذهبية وهي إمّا أن تكون من عيار 22 قيراط كما هو الحال في الإيغل الأمريكي الذهبي أو السوفرن البريطاني وكذلك كروغرراند الجنوب أفريقي؛ أو أن تكون من الذهب الخالص (24 قيراط) كما هو الحال مع عملة مابل ليف الكندية الذهبية، وهي ذات درجة نقاوة (99.99%) في الإصدار العام، وهناك إصدار خاصّ تصل النقاوة فيه إلى 99.999 %، وهو الأعلى بين السبائك النقدية المتداولة. من السبائك النقدية المصنوعة من الذهب الخالص أيضاً كل من نقود البوفالو الأمريكي والباندا الصيني الذهبي، بالإضافة إلى الناغيت الذهبي الأسترالي.